# Acer x freemanii 'Sienna'
Acer x freemanii 'Sienna é uma espécie de árvore do gênero Acer, pertencente à família Aceraceae.